# Майкл Вайкофф
Майкл Вайкофф (англ. Michael Wycoff, 1 січня 1956 — 13 березня 2019) — американський R&B співак. У 1980-х роках записав кілька хітів у чарти R&B США.

## Життєпис
Вайкофф навчався в середній школі Wilmington Junior High School і Phineas Banning High School у Вілмінгтоні, Лос-Анджелес, Каліфорнія. Вайкофф грав на клавішних і співав на шкільних шоу талантів.
Вайкоф виконав резервну копію в альбомі Стіві Вандера Songs in the Key of Life. Підписав сольний контракт з Radio Corporation of America і випустив три альбоми між 1981 і 1983 роками, записавши кілька хіт-синглів у чарти R&B США. Його другий альбом, Love Conquers All, включав пісню «Looking Up to You», яка була взята R&B-групою Zhané 1990-х у їхньому хіті «Hey Mr. D.J.». у 1993 році. Незважаючи на те, що обидва його перші два альбоми були схвалені музичними критиками, продажі залишалися низькими.
Вайкофф страждав залежністю від наркотиків і алкоголю. Його залежність зрештою призвела до втрати кар'єри, будинку та сім'ї, а Вайкофф залишився бездомним. У кінці він знайшов шлях назад через віру, подолав свою звичку і зрештою став міністром музики в кількох церквах Лос-Анджелеса. Помер 13 березня 2019 року у віці 63 років від раку підшлункової залози.
Його старший син — діджей, який у травні 2013 року випустив власний альбом під назвою A Boy and His Toys під псевдонімом DJ Michael Wycoff.

## Дискографія
| Рік  | Альбом            | Лейбл       | US R&B |
| ---- | ----------------- | ----------- | ------ |
| 1980 | Come to My World  | RCA Records | —      |
| 1982 | Love Conquers All | RCA Records | 54     |
| 1983 | On the Line       | RCA Records | 54     |